# عمرو الحلوانی
عمرو الحلوانی (انگلیسی: Amr El Halwani؛ زادهٔ ۱۵ مارس ۱۹۸۵) یک ورزشکار اهل مصر است.
وی همچنین در تیم ملی فوتبال Egypt U20 بازی کرده‌است.